# Programa japonês de armas nucleares
O programa japonês de armas nucleares foi realizado durante a Segunda Guerra Mundial. Assim como o projeto de energia nuclear alemão, sofreu uma série de problemas e acabou sendo incapaz de progredir além do estágio de laboratório, antes dos bombardeamentos atômicos de Hiroshima e Nagasaki e da rendição do Japão em agosto de 1945.
Hoje, a infraestrutura de energia nuclear no Japão torna-o capaz de construir armas nucleares à vontade. A desmilitarização do Japão e o "guarda-chuva nuclear" dos Estados Unidos levaram a uma forte política de não armamento da tecnologia nuclear (ver: Movimento antinuclear), mas diante dos testes de armas nucleares da Coreia do Norte, alguns políticos e ex-oficiais militares no Japão estão pedindo uma reversão desta política.

## Antecedentes

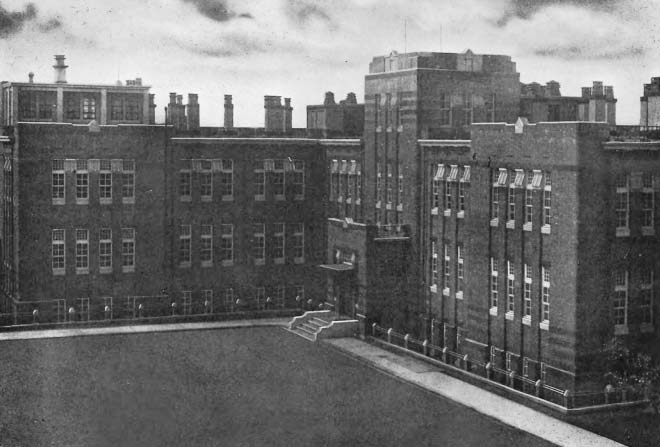
O Instituto de Pesquisa Física e Química (RIKEN) no período Taisho estabelecido no Período Taishō.

Em 1934 foi lançada a "teoria da física atômica", do professor da Universidade de Tohoku, Hikosaka Tadayoshi. Hikosaka apontou a enorme energia contida nos núcleos atômicos e as possibilidades de, tanto a geração de energia nuclear, quanto para a criação de armas. Em Dezembro de 1938, os químicos alemães Otto Hahn e Fritz Straßmann enviaram um manuscrito para a revista The Science of Nature (Naturwissenschaften) relatando que haviam detectado o elemento bário após bombardear urânio com nêutrons; simultaneamente, comunicaram esses resultados a Lise Meitner. Meitner e seu sobrinho Otto Frisch interpretaram corretamente esses resultados como sendo fissão nuclear  e Frisch confirmou isso experimentalmente em 13 de Janeiro de 1939. Físicos de todo o mundo perceberam imediatamente que reações nucleares em cadeia poderiam ser produzidas e notificaram seus governos sobre a possibilidade de desenvolver armas nucleares.

## II Guerra Mundial
A figura principal no programa atômico japonês foi o Dr. Yoshio Nishina, um colaborador próximo de Niels Bohr e contemporâneo de Albert Einstein. Nishina foi co-autor da fórmula Klein-Nishina. Nishina estabelecera seu próprio Laboratório de Pesquisa Nuclear para estudar física de alta energia em 1931 no Instituto de Pesquisa Física e Química (RIKEN), estabelecido em 1917 em Tóquio para promover a pesquisa básica. Nishina construiu seu primeiro ciclotron de 26 polegadas (660 mm) em 1936, e outro ciclotron de 60 polegadas (1 500 mm) de 220 toneladas em 1937. Em 1938, o Japão também comprou um ciclotron da Universidade da Califórnia em Berkeley.
Devido à aliança germano-japonesa resultante do Plano de 4 anos da Alemanha, o Japão e seus militares já vinham buscando a ciência nuclear para alcançar o Ocidente em tecnologia nuclear. Isso permitiu que Nishina introduzisse a mecânica quântica no Japão.
Em 1939, Nishina reconheceu o potencial militar da fissão nuclear e estava preocupado que os americanos estivessem trabalhando em uma arma nuclear que pudesse ser usada contra o Japão.
Em Agosto de 1939, os físicos húngaros Leó Szilárd e Eugene Wigner redigiram a carta Einstein–Szilárd, que alertou para o potencial desenvolvimento de "bombas extremamente poderosas de um novo tipo". Os Estados Unidos iniciaram as investigações sobre armas de fissão, que eventualmente evoluíram para o enorme Projeto Manhattan, com o laboratório do qual o Japão comprou um ciclotron tornou-se um dos principais locais de pesquisa de armas.
No início do verão de 1940, Nishina conheceu o tenente-general Takeo Yasuda num trem. Yasuda era na época diretor do Instituto de Pesquisa Técnica do Departamento Aeronáutico do Exército. Nishina disse a Yasuda sobre a possibilidade de construir armas nucleares. No entanto, o projeto de fissão japonês não começou formalmente até Abril de 1941, quando Yasuda agiu por ordem do Ministro do Exército Hideki Tōjō para investigar as possibilidades de armas nucleares. Yasuda passou a ordem na cadeia de comando para o visconde Masatoshi Ōkōchi, diretor do Instituto RIKEN, que por sua vez a passou para Nishina, cujo Laboratório de Pesquisa Nuclear em 1941 tinha mais de 100 pesquisadores.
| |                                               |                                                                                      |
| O terceiro diretor do RIKEN, Masatoshi Ōkōchi, apresentou um relatório sobre a "Possibilidade de fabricação de bombas de urânio" em Maio de 1941. | O segundo ciclotron RIKEN, concluído em 1943. | Yoshio Nishina, que comandou o esforço de desenvolvimento da bomba atômica do Japão. |

### Pesquisa-B
Enquanto isso, o Instituto de Pesquisa Tecnológica da Marinha Imperial Japonesa vinha realizando suas próprias pesquisas independentes e havia contratado professores da Universidade Imperial de Tóquio para aconselhamento sobre armas nucleares. Antes do ataque a Pearl Harbor em 1941, o capitão Yoji Ito, da Instituição de Pesquisa Técnica Naval do Japão, iniciou um estudo que permitiria que a Marinha japonesa usasse a fissão nuclear. Após consultar o professor Sagane na Universidade Imperial de Tóquio, sua pesquisa mostrou que a fissão nuclear seria uma fonte de energia potencial para a Marinha.
Isso resultou na formação do Comitê de Pesquisa na Aplicação da Física Nuclear, presidido por Nishina, que se reuniu dez vezes entre julho de 1942 e março de 1943. Após a derrota japonesa em Midway, o capitão Ito propôs um novo tipo de desenvolvimento de armas nucleares designado como "Pesquisa-B" no final de Junho de 1942. Em Dezembro, no interior do projeto, tornou-se evidente que "os cientistas japoneses até acreditavam que mesmo os Estados Unidos não seriam capazes de explorar a energia atômica a tempo de influenciar o resultado da guerra."
Além disso, concluiu em um relatório que, embora uma bomba atômica fosse, em princípio, viável, "provavelmente seria difícil até mesmo para os Estados Unidos realizar a aplicação da energia atômica durante a guerra". Isso fez com que a Marinha perdesse o interesse e se concentrasse em pesquisas sobre radares.

### Projeto Ni-Go
O Exército não desanimou e, logo após o Comitê emitir seu relatório, montou um projeto experimental no RIKEN, o Projeto Ni-Go. Seu objetivo era separar o urânio-235 por difusão térmica, ignorando métodos alternativos como separação eletromagnética, difusão gasosa e centrífuga de gás.
Na primavera de 1944, o Projeto Nishina quase não fez nenhum progresso devido à necessidade de quantidade suficiente de hexafluoreto de urânio para o tubo de Clusius. O urânio já fornecido dentro do tubo de cobre foi corroído e qualquer progresso para separar os isótopos de urânio provou estar além de suas capacidades.

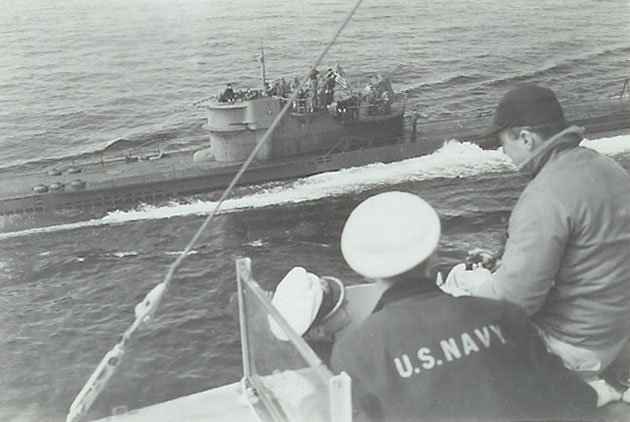
submarino alemão U-234 rendendo-se ao contratorpedeiro estadounidense USS Sutton em 14 de Maio de 1945.

Em Fevereiro de 1945, um pequeno grupo de cientistas conseguiu produzir uma pequena quantidade de material em um separador rudimentar no complexo RIKEN – material que o ciclotron de RIKEN indicou não ser urânio-235. O projeto do separador chegou ao fim, quando o prédio que o abrigava foi destruído por um incêndio causado pelo bombardeamento de Tóquio de 10 de Março de 1945. Nenhuma tentativa foi feita para construir um reator nuclear; água pesada não era disponível, mas Takeuchi Masa, que estava encarregado do separador de Nishina, calculou que a água leve seria suficiente se o urânio pudesse ser enriquecido em 5-10% de urânio-235.
Enquanto esses experimentos estavam em andamento, o Exército e a Marinha realizavam buscas por minério de urânio, em locais que iam da prefeitura de Fukushima à Coreia, China e Birmânia. Os japoneses também solicitaram materiais de seus aliados alemães e 560 kg (1 230 lb) de óxido de urânio não processado foram despachados para o Japão em Abril de 1945 a bordo do submarino alemão U-234, que no entanto se rendeu às forças dos EUA no Atlântico após a rendição da Alemanha. Para evitar a captura, os dois oficiais japoneses a bordo, Hideo Tomonaga e Genzo Shoji, cometeram suicídio. O óxido de urânio teria sido rotulado como "U-235", o que pode ter sido uma confusão de rotulagem por causa nome do submarino e suas características exatas permanecem desconhecidas; algumas fontes acreditam que não era material para armas e se destinava a ser usado como catalisador na produção de metanol sintético para ser usado como combustível para aviação.
O ataque também destruiu efetivamente o tubo de Clusius e quaisquer chances de os japoneses produzirem uma bomba atômica dentro de um tempo razoável para influenciar a guerra a seu favor e rivalizar com o Ocidente em armamento nuclear.
De acordo com o historiador Williams, "A mesma falta de urânio de alta qualidade suficiente que impediu o projeto atômico alemão também, como se viu, obstruiu as tentativas japonesas de fazer uma bomba". Esta foi a conclusão do Grupo de Inteligência do Projeto Manhattan, que também relatou que os físicos nucleares do Japão eram tão capazes quanto os de outras nações.

### Projeto F-Go

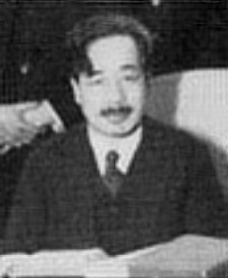
Bunsaku Arakatsu, diretor do projeto F-Go.

Em 1943, um comando naval japonês diferente iniciou um programa de pesquisa nuclear, o Projeto F-Go, sob direção de Bunsaku Arakatsu na Universidade Imperial de Kyoto. Arakatsu passou alguns anos estudando no exterior, inclusive no Laboratório Cavendish em Cambridge com Ernest Rutherford e na Universidade de Berlim com Albert Einstein. Ao lado de Nishina, Arakatsu foi o físico nuclear mais notável do Japão. Sua equipe incluía Hideki Yukawa, que se tornaria em 1949 o primeiro físico japonês a receber um Prêmio Nobel.
No início da guerra, o comandante Kitagawa, chefe da Seção Química do Instituto de Pesquisa da Marinha, havia solicitado a Arakatsu para realizar o trabalho de separação do urânio-235. O trabalho foi lento, mas pouco antes do fim da guerra ele projetou uma ultracentrifugadora (para girar a 60 000 rpm) que ele esperava alcançar os resultados necessários. Apenas o projeto do maquinário foi concluído antes da rendição do Japão.
Após a reunião de Arakatsu e Nishina, na primavera de 1944, o Comitê de Aplicação de Tecnologia Exército-Marinha foi formado devido à falta de progresso no desenvolvimento de armas nucleares japonesas. Isso levou à única reunião dos líderes dos cientistas do Projeto F-Go, em 21 de Julho de 1945. Após a reunião, a pesquisa de armamento nuclear terminou como resultado da destruição da instalação que abrigava a pesquisa de separação de isótopos, conhecida como Edifício 49.
Logo após a rendição, a Missão de Bomba Atômica do Projeto Manhattan, que havia sido enviada ao Japão em Setembro, informou que o Projeto F-Go havia obtido 20 gramas por mês de água pesada de plantas de amônia eletrolítica na Coreia e Kyushu. De fato, o industrial Jun Noguchi havia lançado um programa de produção de água pesada alguns anos antes. Em 1926, Noguchi fundou a Korean Hydro Electric Company em Konan (atual Hungnam, Coreia do Norte): isso se tornou o local de um complexo industrial que produzia amônia para produção de fertilizantes. No entanto, apesar da disponibilidade de uma instalação de produção de água pesada cuja produção poderia rivalizar com a da Norsk Hydro em Vemork, na Noruega, aparentemente os japoneses não realizaram estudos de multiplicação de nêutrons usando água pesada como moderador nuclear em Kyoto.

### Desdobramentos no pós-guerra

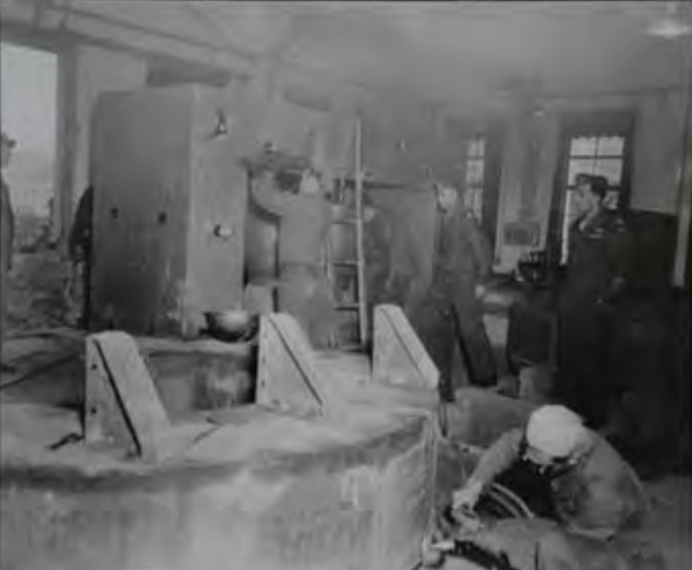
Acelerador de partículas de Bunsaku Arakatsu sendo desmontado pelo Comandante Supremo das Forças Aliadas, em 24 de Novembro de 1945.

Em 16 de Outubro de 1945, Nishina pediu permissão às forças de ocupação americanas para usar os dois ciclotrons no instituto RIKEN para pesquisas biológicas e médicas, o que logo foi concedido; no entanto, em 10 de Novembro, foram recebidas instruções do Secretário de Guerra dos EUA em Washington para destruir os ciclotrons do instituto, na Universidade de Kyoto e na Universidade de Osaka. Isso foi feito em 24 de novembro; os ciclotrons do RIKEN foram desmontados e jogados na Baía de Tóquio.
Numa carta de protesto contra essa destruição, Nishina escreveu que os ciclotrons no RIKEN não tinham relação com a produção de armas nucleares, no entanto, o grande ciclotron fazia parte oficialmente do Projeto Ni-Go. Nishina o colocou dentro do Projeto sugerindo que o ciclotron poderia servir de pesquisa básica para o uso de energia nuclear, simplesmente para que ele pudesse continuar trabalhando no dispositivo; a natureza militar do projeto lhe deu acesso a financiamento e impediu que seus pesquisadores fossem convocados para as forças armadas. Ele não sentiu escrúpulos quanto a isso porque não via possibilidade de produzir armas nucleares no Japão antes do fim da guerra.

### Relatórios de um teste de arma japonesa
Em 2 de Outubro de 1946, o The Atlanta Journal-Constitution publicou matéria do repórter David Snell, que havia sido investigador do 24º Destacamento de Investigação Criminal na Coreia após a guerra, que alegava que os japoneses haviam testado com sucesso uma arma nuclear perto de Hungnam (Konan) antes que a cidade fosse capturada pelos soviéticos. Ele disse que recebeu suas informações em Seul em Setembro de 1945 de um oficial japonês a quem deu o pseudônimo de "Capitão Wakabayashi", que estava encarregado da contra-inteligência em Hungnam. Funcionários do CSFA (Comandante Supremo das Forças Aliadas), que eram responsáveis pela censura estrita de todas as informações sobre o interesse do Japão durante a guerra na física nuclear, desprezaram o relatório de Snell.
Sob a investigação de 1947-48, foram solicitados comentários de cientistas japoneses que teriam ou deveriam saber sobre tal projeto. Mais dúvidas são lançadas sobre a história de Snell pela falta de evidência de um grande número de cientistas japoneses deixando o Japão para a Coreia e nunca mais retornando. As declarações de Snell foram repetidas por Robert K. Wilcox em seu livro de 1985, Japan's Secret War: Japan's Race Against Time to Build Its Own Atomic Bomb. O livro também inclui o que Wilcox afirmou ser uma nova evidência de material de inteligência que indicava que os japoneses poderiam ter um programa atômico em Hungnam. Esses relatórios específicos foram descartados em uma revisão do livro pelo funcionário do Departamento de Energia Roger M. Anders, que foi publicado na revista Military Affairs, um artigo escrito por dois historiadores da ciência na revista Isis  e outro artigo na revista Intelligence and National Security.
Em 1946, falando sobre seus esforços de guerra, Arakatsu disse que estava fazendo "enormes passos" para fazer uma bomba atômica e que a União Soviética provavelmente já tinha uma.

## Pós-guerra
Desde o bombardeio de Hiroshima e Nagasaki, o Japão tem sido um firme defensor dos sentimentos antinucleares. Sua Constituição do pós-guerra proíbe o estabelecimento de forças militares ofensivas e, em 1967, adotou os Três Princípios Não Nucleares, excluindo a produção, posse ou introdução de armas nucleares. Apesar disso, a ideia de que o Japão poderia tornar-se uma potência nuclear persistiu. Após o primeiro teste nuclear da China em 1964, o primeiro-ministro japonês Eisaku Satō disse ao presidente Lyndon Johnson quando se reuniram em Janeiro de 1965, que se os comunistas chineses tinham armas nucleares, os japoneses também deveriam tê-las. Isso chocou a administração de Johnson, especialmente quando Sato acrescentou que "a opinião pública japonesa não permitirá isso no momento, mas acredito que o público, especialmente a geração mais jovem, pode ser 'educado'".
Durante todo o governo de Sato, o Japão continuou a discutir a opção nuclear. Foi sugerido que as armas nucleares de uso tático, em oposição às armas estratégicas maiores, poderiam ser definidas como defensivas e, portanto, permitidas pela Constituição do Japão. Um Livro Branco encomendado pelo futuro primeiro-ministro Yasuhiro Nakasone opinou que seria possível que a posse de armas nucleares puramente defensivas de baixo rendimento não violasse a Constituição, mas que, em vista do perigo de reação externa adversa e possível guerra, uma política seguida seria a de não adquirir armas nucleares "atualmente".

### Tratado de Não-Proliferação Nuclear
A administração Johnson ficou preocupada com as intenções de Sato e fez da garantia da assinatura do Japão ao TNP (Tratado de Não Proliferação de Armas Nucleares) uma de suas principais prioridades. Em Dezembro de 1967, para tranquilizar o público japonês, Sato anunciou a adoção dos Três Princípios Não Nucleares. Estes eram que o Japão não fabricaria, possuiria ou permitiria armas nucleares em solo japonês. Os princípios, que foram adotados pela Dieta, mas não são leis, permaneceram a base da política nuclear do Japão desde então.
De acordo com Kei Wakaizumi, um dos conselheiros políticos de Sato, este percebeu logo depois de fazer a declaração que isso poderia ser muito restritivo. Ele, portanto, esclareceu os princípios em um discurso de Fevereiro de 1968 à Dieta, declarando as "Quatro Políticas Nucleares" ("Política Nuclear de Quatro Pilares"):
- Promoção do uso pacífico da energia nuclear
- Esforços para o desarmamento nuclear global
- Confiança e dependência da dissuasão estendida dos EUA, com base no Tratado de Cooperação Mútua e Segurança entre os Estados Unidos e o Japão de 1960
- Apoio aos "Três Princípios Não Nucleares nas circunstâncias em que a segurança nacional do Japão é garantida pelas outras três políticas".

Seguiu-se que, se a garantia americana fosse removida ou parecesse pouco confiável, o Japão poderia não ter escolha a não ser tornar-se nuclear. Em outras palavras, manteve a opção nuclear disponível.
Em 1969, um estudo de planejamento de política para o Ministério das Relações Exteriores do Japão concluiu que o Japão deveria, mesmo que assinasse o TNP, manter a capacidade econômica e técnica para desenvolver e produzir armas nucleares caso se tornasse necessário, por exemplo, devido à situação internacional.
O Japão finalmente assinou o TNP em 1970 e o ratificou em 1976, mas somente depois que a Alemanha Ocidental se tornou signatária e os EUA prometeram "não interferir na busca de Tóquio por capacidades independentes de reprocessamento em seu programa de energia nuclear civil".

### Extensão do Tratado de Não-Proliferação Nuclear
Em 1995, o governo Clinton pressionou o governo japonês a endossar a extensão indefinida do TNP, mas optou por uma posição ambígua sobre a questão. Um ex-funcionário do governo japonês lembrou: "Pensamos que era melhor não declarar que desistiremos de nossa opção nuclear para sempre". No entanto, eventualmente a pressão de Washington e outras nações levou o Japão a apoiar a extensão indefinida.
Em 1998, dois eventos fortaleceram a mão dos que defendiam no Japão que a nação deveria pelo menos reconsiderar, se não reverter, sua política não nuclear. Os defensores de tais políticas incluíam acadêmicos conservadores, alguns funcionários do governo, alguns industriais e grupos nacionalistas. (ver: Movimento pró-nuclear)
O primeiro desses eventos foi a Índia e o Paquistão realizando testes nucleares; os japoneses estavam preocupados com a percepção de relutância por parte da comunidade internacional em condenar as ações dos dois países, uma vez que uma das razões pelas quais o Japão optou por aderir ao TNP foi que havia previsto penalidades severas para os estados que desafiassem o consenso internacional contra a proliferação nuclear. Além disso, o Japão e outras nações temiam que um arsenal nuclear indiano pudesse causar uma corrida armamentista nuclear localizada com a China.
O segundo evento foi o lançamento em agosto de 1998 de um míssil norte-coreano Taepodong-1 sobre o Japão, que causou protestos públicos e levou alguns a pedir a remilitarização ou o desenvolvimento de armas nucleares. Fukushiro Nukaga, chefe da Agência de Defesa do Japão, disse que seu governo estaria justificado em montar ataques preventivos contra bases de mísseis norte-coreanas. O primeiro-ministro Keizō Obuchi reiterou os princípios de armas não nucleares do Japão e disse que o Japão não possuiria um arsenal nuclear e que o assunto não era digno de discussão.
No entanto, acredita-se que o primeiro-ministro Junichiro Koizumi deu a entender que concordou que o Japão tinha o direito de possuir armas nucleares quando acrescentou: "é significativo que, embora pudéssemos tê-las, não as temos".
Anteriormente, Shinzō Abe havia dito que a constituição do Japão não necessariamente proibia a posse de armas nucleares, desde que fossem mantidas no mínimo e fossem armas táticas, e o secretário-chefe do gabinete, Yasuo Fukuda, expressou uma opinião semelhante.

### Nação nuclearDe facto
Embora atualmente não haja planos conhecidos no Japão para produzir armas nucleares, argumenta-se que o país tem tecnologia, matérias-primas  e capital para produzir armas nucleares dentro de um ano, se necessário, e muitos analistas o consideram um estado nuclear de facto por esta razão. Por esta razão, o Japão é muitas vezes dito ser a "volta de uma chave de fenda"  longe de possuir armas nucleares, ou possuir uma "bomba no porão".
Os Estados Unidos armazenaram extensos ativos nucleares na prefeitura de Okinawa quando estava sob administração americana até a década de 1970. Havia aproximadamente 1 200 ogivas nucleares em Okinawa.
Quantidades significativas de plutônio de grau de reator são criados como subproduto da indústria de energia nuclear. Durante a década de 1970, o governo japonês fez vários apelos aos Estados Unidos para usar plutônio reprocessado na formação de uma "economia de plutônio" para uso comercial pacífico. Isso deu início a um debate significativo dentro do governo Carter sobre o risco de proliferação associado ao reprocessamento, ao mesmo tempo em que reconhecia a necessidade de energia do Japão e o direito ao uso de tecnologia nuclear pacífica. Por fim, foi alcançado um acordo que permitiu ao Japão reaproveitar os subprodutos das atividades relacionadas à energia nuclear; no entanto, seus esforços em relação aos reatores de plutônio de reprodução rápida foram em grande parte malsucedidos.

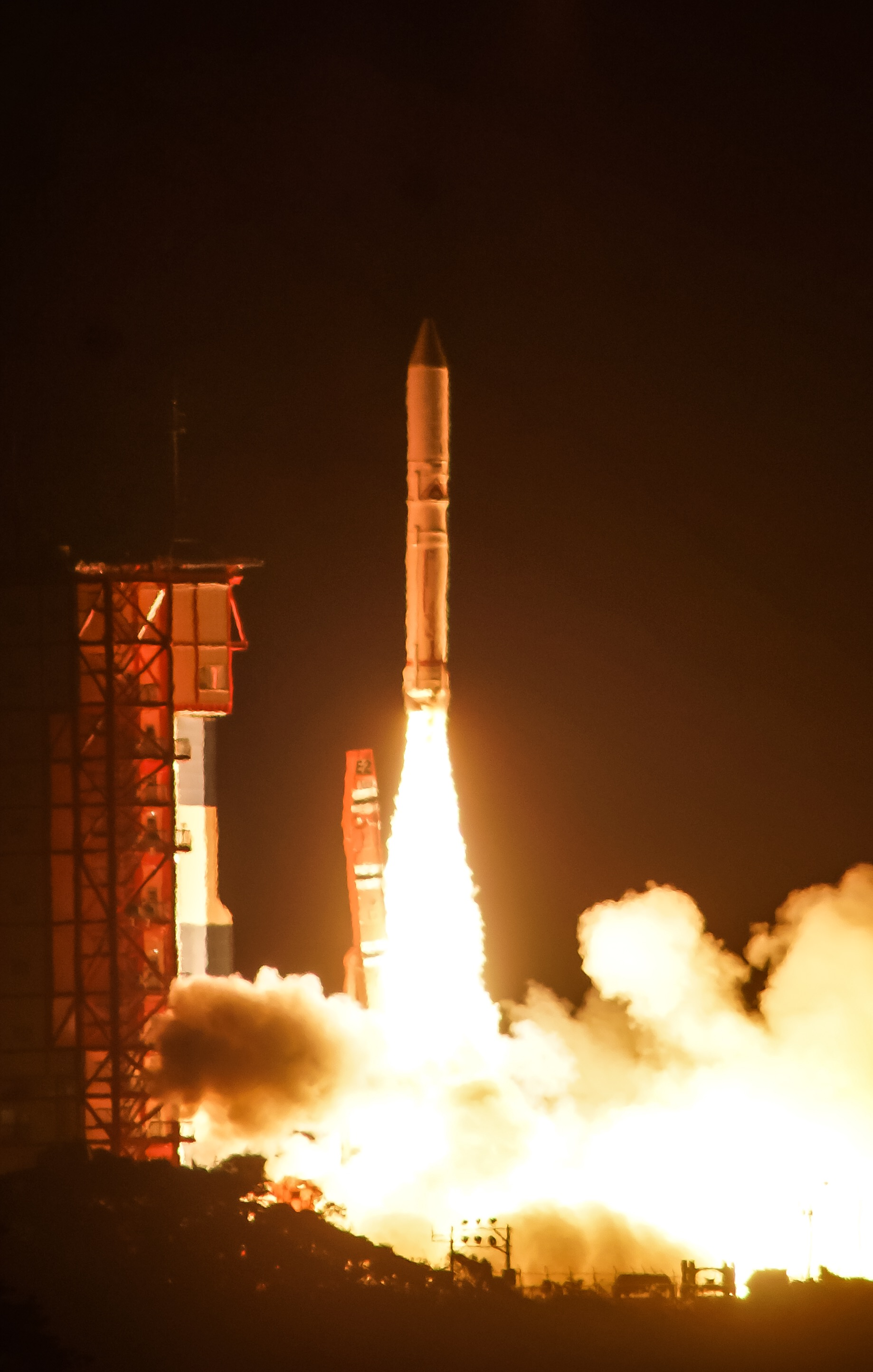
Foguete Epsilon.

Foi relatado em 2012 que o Japão possuiria 9 toneladas de plutônio, o suficiente para mais de 1 000 ogivas nucleares e mais 35 toneladas armazenadas na Europa. Foi construída a usina nuclear de Rokkasho, que poderia produzir mais plutônio. O Japão tem uma quantidade considerável de urânio altamente enriquecido (HEU), fornecido pelos EUA e Reino Unido, para uso em seus reatores de pesquisa e programas de pesquisa de reatores de nêutrons rápidos; aproximadamente 1 200 a 1 400 kg de HEU a partir de 2014. O Japão também possui uma planta nativa de enriquecimento de urânio  que hipoteticamente poderia ser usado para fazer urânio altamente enriquecido adequado para uso em armas.
O Japão também desenvolveu o foguete multiestágios de três estágios M-V, um pouco semelhante em design ao LGM-118 Peacekeeper dos EUA, dando-lhe uma base de tecnologia de mísseis. Ele agora tem um foguete de combustível sólido de segunda geração mais fácil de lançar, o Epsilon. O Japão tem experiência em tecnologia de veículos de reentrada atmosférica (OREX, HOPE-X). Toshiyuki Shikata, conselheiro do Governo Metropolitano de Tóquio e ex-tenente-general, disse que parte do raciocínio para a quinta missão M-V Hayabusa, de 2003 a 2010, foi que a reentrada e o pouso de sua cápsula de retorno demonstraram "que a capacidade de mísseis balísticos do Japão é credível." Um dissuasor nuclear japonês provavelmente seria baseado no mar com submarinos de mísseis balísticos. Em 2011, o ex-ministro da Defesa Shigeru Ishiba apoiou explicitamente a ideia do Japão manter a capacidade de latência nuclear:
«Não acho que o Japão precise possuir armas nucleares, mas é importante manter nossos reatores comerciais porque isso nos permitiria produzir uma ogiva nuclear em um curto espaço de tempo... É um impedimento nuclear tácito.» 
Em 24 de Março de 2014, o Japão concordou em entregar mais de 700 libras (320 kg) de plutônio e urânio altamente enriquecido para os EUA, que começaram a ser devolvidos em 2016. Foi assinalado que, enquanto o Japão gozar dos benefícios de um status "pronto para armas nucleares" mantido pelos países vizinhos, não verá razão para produzir armas nucleares, pois permanecendo abaixo do limite, embora com a capacidade de cruzar a curto prazo, o Japão pode esperar o apoio dos EUA enquanto se apresenta como igual à China e à Rússia.
Em 29 de Março de 2016, então EUA. O candidato a presidente Donald Trump sugeriu que o Japão deveria desenvolver suas próprias armas nucleares, alegando que estava se tornando muito caro para os EUA continuar protegendo o Japão de países como China, Coreia do Norte e Rússia que já possuem suas próprias armas nucleares.
Em 27 de Fevereiro de 2022, o ex-primeiro-ministro Shinzo Abe propôs que o Japão considerasse um acordo de compartilhamento nuclear com os EUA semelhante ao da OTAN. Isso inclui abrigar armas nucleares americanas em solo japonês para dissuasão. Este plano surge na sequência da invasão da Ucrânia pela Rússia em 2022. Muitos políticos japoneses consideram a ameaça de Vladimir Putin de usar armas nucleares contra um estado não nuclear como um divisor de águas. Abe quer estimular o debate necessário:
«É preciso entender como a segurança do mundo é mantida. Não devemos colocar um tabu nas discussões sobre a realidade que enfrentamos.» 

## Literatura adicional
- Grunden, Walter E., Secret Weapons & World War II: Japan in the Shadow of Big Science (Lawrence: University Press of Kansas, 2005). (em inglês) Consultado em 2 de fevereiro de 2022

- Rhodes, Richard, The Making of the Atomic Bomb (New York, Simon and Schuster, 1986). (em inglês) Consultado em 2 de fevereiro de 2022
- Kanda, Daisuke (25 de agosto de 2012). «History lesson: Fukushima students stumble across wartime atomic bomb program». Web Archive (Asahi Shimbun) (em inglês). Consultado em 2 de fevereiro de 2022